# Barteria solida
Barteria solida là một loài thực vật có hoa trong họ Lạc tiên. Loài này được Breteler mô tả khoa học đầu tiên năm 1999.